# Liste des présidents de la République tchèque
Cette page dresse la liste des présidents de la République tchèque par ordre chronologique depuis la dissolution de la Tchécoslovaquie.
La Tchéquie est un régime parlementaire, le président agissant comme chef d'État et le Premier ministre en tant que chef de gouvernement. Jusqu'en 2012, le président était élu par la Chambre des députés et le Sénat pour un mandat de cinq ans. Depuis 2013, le Président est élu au suffrage universel.

## Liste des présidents
| N° | Portrait     | Titulaire (naissance-mort) | Élection  | Mandat         | Mandat         | Mandat                    | Parti | Parti                |
| N° | Portrait     | Titulaire (naissance-mort) | Élection  | Début          | Fin            | Durée                     | Parti | Parti                |
| -- | ------------ | -------------------------- | --------- | -------------- | -------------- | ------------------------- | ----- | -------------------- |
| 1  | Václav Havel | Václav Havel (1936-2011)   | 1993 1998 | 2 février 1993 | 2 février 2003 | 10 ans                    |       | Indépendant          |
| 2  | Václav Klaus | Václav Klaus (né en 1941)  | 2003 2008 | 7 mars 2003    | 7 mars 2013    | 10 ans                    |       | ODS puis indépendant |
| 3  | Miloš Zeman  | Miloš Zeman (né en 1944)   | 2013 2018 | 8 mars 2013    | 8 mars 2023    | 10 ans                    |       | SPO                  |
| 4  | Petr Pavel   | Petr Pavel (né en 1961)    | 2023      | 9 mars 2023    | en cours       | 1 an, 11 mois et 25 jours |       | Indépendant          |